# Song Cycle
Song Cycle ist das erste Soloalbum des amerikanischen Musikers Van Dyke Parks. Das Album wurde 1968 auf dem Plattenlabel Warner Bros. veröffentlicht. Es wurde von Lenny Waronker produziert und von Van Dyke Parks arrangiert.

## Hintergrund
1967 hatte Van Dyke Parks gemeinsam mit dem Brian Wilson von den Beach Boys den Entschluss gefasst, das größte Rockalbum aller Zeiten zu verfassen. Sie arbeiteten einige Zeit am Konzeptalbum Smile. Van Dyke sollte hierfür die Texte schreiben, Brian Wilson die Musik komponieren. Da die Beach Boys allerdings Parks Texte stark kritisierten, gingen die beiden unvollendeter Dinge auseinander. Erst 2004 wurde das Werk unter dem Titel Brian Wilson presents Smile auf den Markt gebracht. Parks hatte bis zu diesem Zeitpunkt als Studiomusiker, Komponist, Liedtexter und Musikproduzent für Warner Bros. gearbeitet. Da das Smile-Projekt gescheitert war, wollte er ein eigenes Album auf den Markt bringen. Bei Warner Bros. war Parks aufgrund seiner Fähigkeiten sehr angesehen und wurde er mit einem Vertrag für ein Album ausgestattet. Sein Freund Lenny Waronker, kreativer Kopf von Warner Bros., wollte dieses Album persönlich produzieren. Er stattete Parks mit allen Freiheiten dieses Albums betreffend aus, was für die späten 1960er Jahre doch sehr ungewöhnlich war. Parks machte sich prompt an die Arbeit. Nahezu zeitgleich zu den Aufnahmen produzierte Parks ein Album von Randy Newman.

## Entstehungsgeschichte
Newman war es auch, der Van Dyke Parks den Titel Vine Street für dessen Soloalbum abtrat. Parks nutzte diesen Titel, um sein Soloalbum zu eröffnen. In den entgegen den Hörgewohnheiten des Pop- und Rockpublikums arrangierten und orchestrierten Stücken kam unter anderem auch Parks Anliegen zur Geltung, Songschreibern früherer Zeiten zu ihrem Recht zu verhelfen; so z. B. durch die Lieder Van Dyke Parks und Public Domain. Den Song Public Domain schreibt er sich zu, der Titel Van Dyke Parks wird der Public Domain zugeschrieben, also den tantiemenlosen frei zugänglichen Liedern. Als durchgehendes, allerdings sehr verschlüsseltes Thema lässt sich die Geschichte der populären Kultur Amerikas ausmachen. 
Als das Album auf den Markt kam, wurde es von den Kritikern mit den größten Meisterwerken verglichen und in den höchsten Tönen gelobt. Zumindest die Musikfachwelt war sich sicher, dass Parks mit diesem Album etwas Bleibendes geschaffen hatte. Das Publikum allerdings ignorierte das Album. Diese Tatsache machte sich die Promotionabteilung von Warner Brothers für witzige ganzseitige Anzeigen in der Musikpresse zunutze; so machte beispielsweise ein Werbetext mit der Titelzeile auf: „Wie wir mit dem Album des Jahres 35,509.50 Dollar Verlust machten (verdammt)“. Nachdem sich das Album trotzdem nicht verkaufte – ebenso wie das von Parks produzierte Album von Randy Newman – wurden schließlich beide Alben von Warner Bros. verschenkt. Beim Kauf eines Song-Cycle-Albums erhielt man ein zweites für einen bedürftigen Freund gratis hinzu.
Die wenigsten der Konsumenten konnten mit Parks dünner Stimme, seiner aufwändigen Orchestrierung, den ungewöhnlichen Arrangements und den sehr komplexen Texten etwas anfangen. Über die Jahre stieg dieses Album allerdings zum Geheimtipp auf und erlebt nun schon seit über 35 Jahren Wiederveröffentlichungen.
Im Jahre 2005 wurde das Album von den britischen Musikkritikern zum „Coolsten Album aller Zeiten“ gewählt, was dieser Titel auch immer bedeuten mag.

## Titelliste
1. Vine Street (Randy Newman)
2. Palm Desert (Van Dyke Parks)
3. Widow's Walk (Van Dyke Parks)
4. Laurel Canyon Blvd. (Van Dyke Parks)
5. The All Golden (Van Dyke Parks)
6. Van Dyke Parks (Public Domain)
7. Public Domain (Van Dyke Parks)
8. Donovan's Colours (Donovan Leitch)
9. The Attic (Van Dyke Parks)
10. Laurel Canyon Blvd. (Van Dyke Parks)
11. By The People (Van Dyke Parks)
12. Pot Pourri (Van Dyke Parks)
13. The Eagle And Me (Arlen/Narberg) (CD-Bonustrack)